# سياسة عدم التسامح المطلق

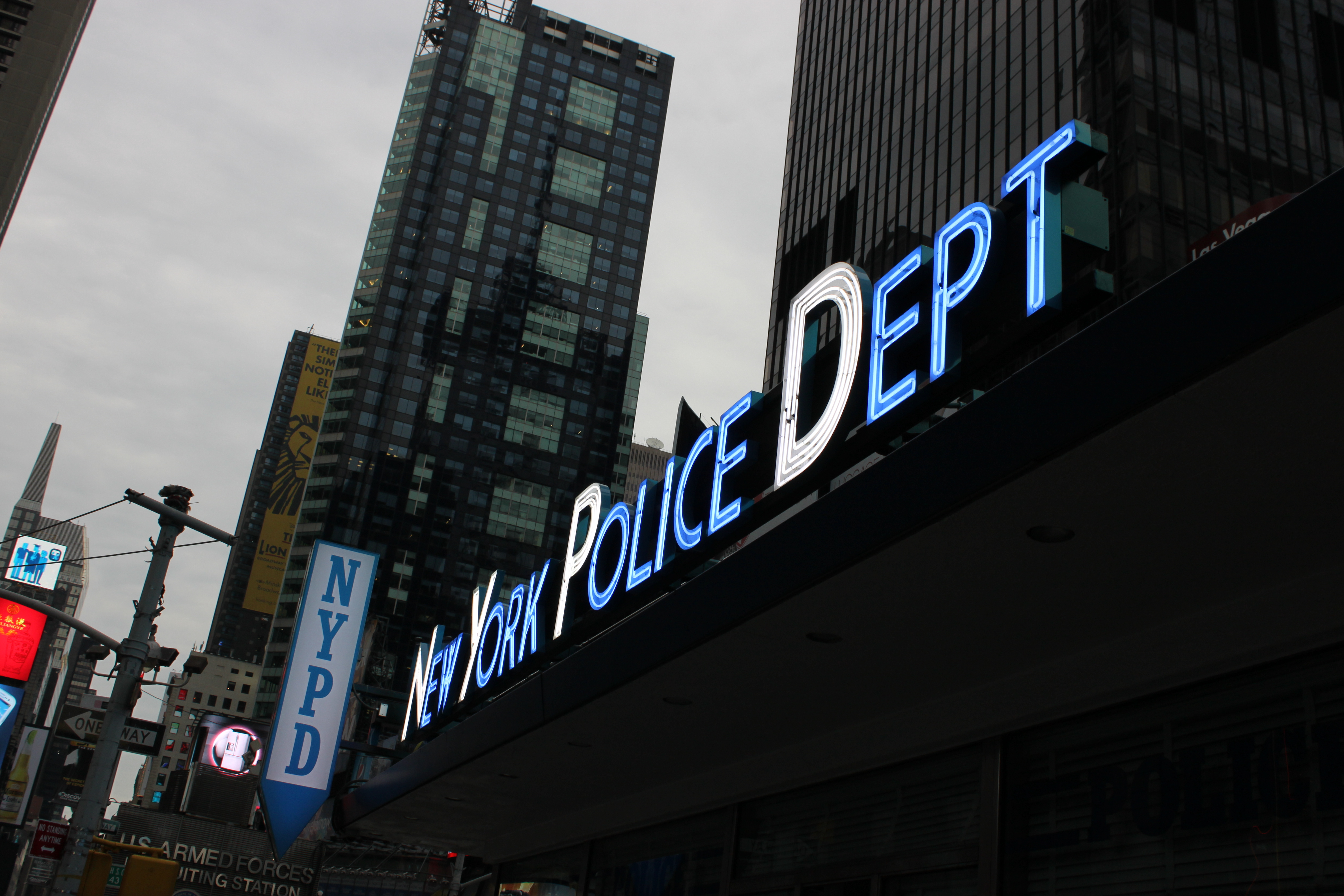

سياسة عدم التسامح المطلق هي سياسة تفرض عقوبة على كل مخالفة لقاعدة معلنة.
تقوم سياسات عدم التسامح مطلقا بمنع  الاشخاص في مواقع السلطة من ممارسة السلطة التقديرية أو تغيير العقوبات لتناسب الظروف بشكل شخصي، يطلب منهم فرض عقوبة محددة مسبقا بغض النظر عن ذنب الفرد أو الظروف المخففة أو تاريخ هذه العقوبة المحددة مسبقا وسواء كانت مخففة أو شديدة يتم التخلص منها دائما.
تتم دراسة سياسات عدم التسامح اطلاقا في علم الجريمة وهي شائعة في انظمة الشرطة الرسمية وغير الرسمية حول العالم.
تظهر السياسات أيضا في المواقف غير الرسمية حيث قد يكون هناك تحرش جنسي أو اساءة استخدام الإنترنت في البيئات التعليمية وبيئات العمل.
في عام 2014 ادى الحبس الجماعي في الولايات المتحدة على اساس جرائم بسيطة الي احتجاج على عدم التسامح اطلاقا في المدارس والمجتمعات.
ادلة قليلة تدعم الفعالية المزعومة لسياسات عدم التسامح اطلاقا.
إحدى المشاكل الاساسية هي ان هناك العديد من الاسباب التي تجعل الناس يترددون في التدخل أو الإبلاغ عن السلوك الذي يرونه غير مقبول أو غير قانوني
ولا تتعامل سياسات عدم التسامح اطلاقا مع هذه الاسباب الا في احسن الأحوال.

## علم اصول الكلمات
وفقًا لقاموس علم الألفاظ على الإنترنت، كان أول استخدام لمصطلح «عدم التسامح مطلقًا» في عام 1972. وقد تم استخدامه في الأصل في السياسة في الولايات المتحدة.
جاء استخدام سابق للمصطلح في منتصف الستينيات، في إشارة إلى الحظر المطلق على سباعي كلور المبيدات من قبل إدارة الغذاء والدواء الأمريكية. على سبيل المثال، في مقال ظهر في يونيو 1963 من مجلة (بوبيولر ميكانيكس)، يذكر أن (سباعي الكلور)، أكثر سمية وتم إعطاؤه من قِبل إدارة الأغذية والأدوية الأمريكية عدم التسامح إطلاقا؛ وهذا ادنى اثر لسباعي الكلور المسموح به في الغذاء. ".

## التاريخ
يمكن إرجاع الفكرة الكامنة وراء سياسات عدم التسامح مطلقًا إلى قانون الأحياء الآمنة والنظيفة، الذي تمت الموافقة عليه في نيو جيرسي في عام 1973،   والذي له نفس الافتراضات الكامنة.    تم نشر الافكار الكامنة وراء سياسة  نيو جيرسي  في 1973 وشاع في وقت لاحق في عام 1982، عندما نشرت  مجلة ثقافية أمريكية؛ (ذا اتلنتيك مونثلي)،  مقالا بقلم جيمس كيو ويلسون وجيورج ل. كيلينغ عن نظرية النوافذ المحطمة للجريمة. يأتي اسم الفكرة من المثال التالي:
ان نعتبر ان هنالك مبنى وفيه بعض النوافذ المكسورة. إذا لم يتم إصلاح النوافذ، فإن المخربين سيقومون بكسر  بقية  النوافذ أخرى، وفي النهاية  قد يقتحمون المبنى، وإذا كانو غير مشغولين، ربما يصبحون محتلين  أو يشعلون حرائق خفيفة في الداخل. أو مثلا فلننظر إلى  الرصيف  تتراكم فيه بعض القمامة  وبعدها  يتراكم المزيد من القمامة وفي النهاية  يبدأ الناس في ترك أكياس القمامة من المطاعم الخارجية.
وفقا للعلماء فإن عدم التسامح مطلقا  هو مفهوم إعطاء الضوء الأخضر للشرطة  للقمع غير المرن للجرائم البسيطة، والمشردين، والاضطرابات المرتبطة بها. أحد الانتقادات المعروفة لهذا النهج هو أنه يعيد تعريف المشكلات الاجتماعية من حيث الأمن: يعتبر الفقراء مجرمين، ومردود الجرائم إلى «جرائم الشوارع» فقط، تلك التي ترتكبها الطبقات الاجتماعية الدنيا، باستثناء جرائم ذوي الياقات البيضاء.
فيما يتعلق بالأمثلة التاريخية لتطبيق سياسات عدم التسامح إطلاقاً، لخصت جميع الدراسات العلمية تقريباً إلى أنها لم تلعب دوراً قيادياً في الحد من الجرائم، وهو دور يطالب به أنصارها. من ناحية أخرى، تعتقد أغلبية كبيرة من الناس الذين يعيشون في المجتمعات التي تم اتباعها عدم التسامح مع الشرطة أنها لعبت في  دورًا رئيسيًا ورائدًا في الحد من الجريمة في مجتمعاتهم.  وقد زُعم أنه في مدينة نيويورك، بدأ انخفاض معدل الجرائم قبل فترة طويلة من وصول رودي جولياني إلى السلطة في عام 1993، ولم يكن لأي من عمليات الانخفاض انعكاسًا خاصًا عليه وأنه في نفس الفترة،  كان انخفاض الجريمة هو نفسه في المدن الأمريكية الكبرى الأخرى، حتى تلك التي تتبع سياسة أمنية معاكسة. لكن تجربة الغالبية العظمى من سكان نيويورك دفعتهم إلى الاستنتاج المعاكس بالضبط وسمحت للجمهوري بالفوز والاحتفاظ بمكتب العمدة للمرة الأولى منذ عقود في جزء كبير منه بسبب التصور القائل بأن عدم التسامح مع الشرطة هو مفتاح التحسين حالة الجريمة في مدينة نيويورك. من ناحية أخرى، يجادل البعض في نيويورك 1984-1987 شهدت بالفعل سياسة مشابهة لسياسة جولياني، لكنها واجهت زيادة في الجريمة بدلاً من ذلك.
قام اثنان من المتخصصين الأمريكيين، إدوارد ماغواير، الأستاذ في الجامعة الأمريكية، وجون إيك من جامعة سينسيناتي، بتقييم جميع الأعمال العلمية المصممة لاختبار فعالية الشرطة في مكافحة الجريمة. وقالوا أن «عدد رجال الشرطة الذين شاركوا في المعركة، أو التغييرات الداخلية والثقافة التنظيمية لوكالات تطبيق القانون (مثل إدخال الشرطة المجتمعية) ليس لها في حد ذاتها أي تأثير على تطور الجرائم». يجادلون بأن انخفاض الجريمة لم يكن بسبب عمل الشرطة والقضاء، ولكن بسبب العوامل الاقتصادية والديموغرافية. كان أهمها نموًا اقتصاديًا غير مسبوق مع وظائف لملايين الشباب، والتحول من استخدام الكراك إلى عقاقير أخرى.
تأتي حجة بديلة من كيلينج وويليام براتون، رئيس شرطة جولياني الأصلي، الذين يجادلون بأن طرق خرق النوافذ المحطمة ساهمت في انخفاض الجريمة، لكنها لم تكن شكلاً من أشكال التسامح المطلق:
يستخدم النقاد مصطلح «عدم التسامح إطلاقا» بالمعنى التحقري للإشارة إلى أن شرطة (ويندوز) المكسورة هي شكل من أشكال التعصب - فرض معايير صارمة وأخلاقية للسلوك على مجموعات سكانية متنوعة. إن (ويندوز) المكسور هو نشاطً تقديريًا للغاية للشرطة يتطلب تدريبًا دقيقًا وإرشادات وإشرافًا، بالإضافة إلى حوار مستمر مع الأحياء والمجتمعات لضمان إجراؤه بشكل صحيح.}}
وضع (شيلدون وين) قائمة من ست خصائص لسياسة عدم التسامح إطلاقاً:
الإنفاذ الكامل (يجب تحديد جميع أولئك الذين توجد أدلة كافية على أنهم انتهكوا القاعدة)
عدم وجود سلطة تقديرية للادعاء (لكل شخص متهم بشكل معقول، يتم تحديد ما إذا كان الشخص قد انتهك السياسة في الواقع)
التفسير البنائي الصارم (لا مجال للتفسير الضيق للقاعدة)
المسئولية الصارمة (بدون أعذار أو مبررات)
عقوبة إلزامية (ليست تحت عقوبة دنيا إلزامية)
عقوبة قاسية (تعتبر العقوبة الدنيا الإلزامية قاسية نسبيًا نظرًا لطبيعة الجريمة).
يرى وين هذه النقاط على أنها تمثل «المعنى البؤري» للمفهوم، أي أنه لا يجب تلبية كل شخص حرفيًا، ومع ذلك فإن أي سياسة تلبي بوضوح جميع هذه الشروط الستة ستُعتبر بالتأكيد حالة سياسة عدم التسامح إطلاقا.

## التطبيقات
اتبعت مؤسسات مختلفة سياسات عدم التسامح مطلقا، على سبيل المثال الجيش ومكان العمل، والمدارس أيضا، وأيضل في محاولة للقضاء على أنواع مختلفة من السلوك غير القانوني  مثل التحرش. ويأمل المؤيدون أن تؤكد مثل هذه السياسات على التزام المسؤولين بمنع مثل هذا السلوك. ويثير آخرون مخاوف بشأن استخدام سياسات عدم التسامح إطلاقاً، وهو قلق ناشئ عن تحليل أخطاء السهو مقابل أخطاء العمولة. السبب هو أن الفشل في منع السلوك غير المقبول قد يؤدي إلى أخطاء في السهو، ولن يتم فعل الكثير. ومع ذلك، قد يُنظر إلى عدم التسامح إطلاقا على أنه نوع من الإدارة القاسية، مما قد يؤدي إلى تصور «الكثير من العمل.» إذا كان الناس يخشون أن يتم طرد زملائهم أو زملائهم الطلاب أو إنهائهم أو طردهم، قد لا يتقدمون على الإطلاق عندما يرون أن السلوك غير مقبول. (هذا مثال كلاسيكي على أخطاء من النوع الأول والنوع الثاني.) قد تؤدي السياسة المتشددة للغاية إلى تقليل تقارير السلوك غير القانوني.
المخدرات
اتبعت الولايات المتحدة سياسة عدم التسامح، كنهج لمكافحة المخدرات، كان مصمما أصلا كجزء من الحرب على المخدرات في عهد الرئيسين رونالد ريغان وجورج بوش الأب، ظاهريا للحد من نقل المخدرات على الحدود. كان الهدف من تطبيق القانون هو استهداف متعاطي المخدرات بدلاً من الناقلين أو الموردين في ظل الافتراضات بأن الأحكام القاسية والإنفاذ الصارم للاستخدام الشخصي من شأنه أن يقلل الطلب ويضرب السبب الجذري لمشكلة المخدرات. لم تتطلب السياسة قوانين إضافية؛ وبدلاً من ذلك، تم سن القانون الحالي بتسامح أقل.  مفاهيم مماثلة في دول أخرى، مثل السويد،   إيطاليا،  اليابان،   سنغافورة   الصين، الهند، وروسيا  ومنذ ذلك الحين وصفت عدم التسامح.
اتساق عدم التسامح إطلاقا هو الانقسام المطلق بين شرعية أي استخدام وعدم الاستخدام، معادلة جميع العقاقير المحظورة وأي شكل من أشكال الاستخدام باعتباره غير مرغوب فيه وضار للمجتمع. وهذا يتناقض مع وجهات نظر أولئك الذين يشددون على التفاوت في الضرر بين الأدوية ويرغبون في التمييز بين استخدام المخدرات العرضية ومشكلة تعاطي المخدرات. على الرغم من أن بعض مخفضي الأسلحة يرون أيضًا أن استخدام المخدرات أمر غير مرغوب فيه بشكل عام، إلا أنهم يعتقدون أن الموارد ستفيد أكثر إذا تم تخصيصها لمساعدة متعاطي المخدرات الذين يعانون من مشاكل، بدلاً من مكافحة جميع متعاطي المخدرات.
وبصورة أعم، فإن المدافعين عن عدم التسامح مطلقاً يسعون إلى تخليص المجتمع من جميع أشكال تعاطي المخدرات غير المشروعة، وأن العدالة الجنائية لها دور مهم في هذا المسعى. حدد البرلمان السويدي، على سبيل المثال، رؤية مجتمع خال من المخدرات كهدف رسمي لسياسة المخدرات في عام 1978. كانت الرؤى هي دفع ممارسات جديدة مستوحاة من نيلز بييروت، والتي سميت فيما بعد بعدم التسامح. في عام 1980، أسقط المدعي العام السويدي أخيرًا ممارسة منح الإعفاءات لحيازة الأدوية للاستخدام الشخصي بعد سنوات من خفض العتبات. في العام نفسه  بدأت الشرطة في إعطاء الأولوية لمتعاطي المخدرات وجرائم المخدرات على مستوى الشارع على موزعي المخدرات. في عام 1988، أصبحت جميع الولايات المتحدة غير الموصوفة طبيًا غير قانونية، وفي عام 1993، تم تخفيف تطبيق الاستخدام الشخصي من خلال السماح للشرطة بأخذ عينات الدم أو البول من المشتبه بهم. وقد حصل هذا النهج الذي لا يلين تجاه متعاطي المخدرات، إلى جانب فرص العلاج السخية، على موافقة مكتب الأمم المتحدة المعني بالمخدرات والجريمة، واستشهدت به الأمم المتحدة كأحد الأسباب الرئيسية لانخفاض معدلات انتشار المخدرات نسبيًا في السويد. ومع ذلك، فإن هذا التفسير للإحصاءات والنجاح الأعم لسياسات المخدرات السويدية موضع تساؤل كبير.
القيادة
يستخدم هذا المصطلح في سياق القيادة تحت تأثير الكحول للإشارة إلى انخفاض محتوى الكحول في الدم غير القانوني للسائقين الذين تقل أعمارهم عن 21 عامًا.  في الولايات المتحدة، الحد القانوني في جميع الولايات تقريبًا، هو الآن .08 ٪. يوتا هو الاستثناء، مع0.05٪ كونها المستوى. بالنسبة للسائقين الذين تقل أعمارهم عن 21 عامًا، فإن المستوى المحظور في 16 ولاية هو 0.01٪ أو 0.02٪، وهذا صحيح أيضًا في بورتوريكو، على الرغم من سن الشرب الذي يبلغ 18 عامًا.
في أوروبا، وبلجيكا، وفنلندا، وفرنسا، وألمانيا، والسويد لديها قوانين عدم التسامح إطلاقا مع الأدوية والقيادة، على عكس النهج القانوني الرئيسي الآخر الذي يتم فيه سن القوانين التي تمنع ضعف القيادة بدلا من ذلك. تختلف التشريعات في مختلف البلدان التي تمارس عدم التسامح إطلاقا مع تعاطي المخدرات للسائقين. يتم تضمين مجموعة محدودة فقط من الأدوية (الشائعة) في تشريعات عدم التسامح إطلاقا في ألمانيا وبلجيكا، ولكن في فنلندا والسويد، تقع جميع المواد الخاضعة للرقابة في نطاق عدم التسامح إطلاقا إلا إذا كانت مغطاة بوصفة طبية.
في الأرجنتين، تفرض دورية الطريق السريع بولاية قرطبة سياسة عدم التسامح إطلاقا.
في آسيا، تمارس اليابان أيضًا عدم التسامح مطلقًا، وسيتلقى الناس غرامة ويمكن فصلهم بسبب استخدام DUI ، حتى صباح اليوم التالي إذا كان لا يزال هناك آثار للكحول. قد يتم ترحيل الأجانب حتى.
في المدارس
تم اعتماد سياسات عدم التسامح إطلاقا في المدارس وأماكن التعليم الأخرى حول العالم. عادة ما يتم الترويج السياسات كما منع تعاطي المخدرات، العنف، وعصابة النشاط في المدارس. في المدارس، تتعلق السياسات العامة بعدم التسامح إطلاقاً بحيازة أو استخدام المخدرات أو الأسلحة . يُعاقب الطلاب وأحيانًا الموظفون والآباء والزوار الآخرون الذين يمتلكون عنصرًا محظورًا أو يقومون بأي إجراء محظور لأي سبب من الأسباب. مديرو المدرسة ممنوعون من استخدام حكمهمأو تخفيض العقوبات الشديدة لتكون متناسبة مع المخالفات البسيطة أو النظر في الظروف المخففة. على سبيل المثال، تعامل السياسات حيازة السكين بشكل متطابق، بغض النظر عما إذا كانت السكين هي سكين طاولة حادة يتم استخدامها لتناول وجبة، أو سكين حرفية تستخدم في فصل دراسي فني، أو شفرة المطواة بدون قيمة عملية أو تعليمية معقولة. وبالتالي، تُسخر من السياسات أحيانًا على أنها «سياسات مخابراتية».
لا يوجد دليل موثوق به على عدم التسامح إطلاقا مع الحد من العنف أو تعاطي المخدرات من قبل الطلاب.
النتائج السلبية غير المقصودة موثقة بوضوح، وأحيانًا شديدة: يؤدي تعليق المدرسة وطردها إلى عدد من النتائج السلبية لكل من المدارس والطلاب. على الرغم من أن السياسات محايدة للوجه، فإن أطفال الأقليات هم الأكثر عرضة للمعاناة من العواقب السلبية لعدم التسامح.
وقد أدت السياسات أيضًا إلى دعاية محرجة للمدارس وألغيتها المحاكم  وإدارات التعليم، وأضعفتها الهيئات التشريعية.

## نقد
نقد
جادل بعض النقاد بأن الشرطة التي لا تتسامح مطلقا تنتهك مدونة قواعد السلوك لإنفاذ القانون التي أقرتها الرابطة الدولية لرؤساء الشرطة: «تشمل الواجبات الأساسية لضابط الشرطة خدمة المجتمع، وحماية الأرواح والممتلكات، وحماية الأبرياء، والحفاظ على السلام وضمان حقوق الجميع في الحرية والمساواة والعدالة»(ورد في روبينسون، 2002). يتطلب القانون أن تتصرف الشرطة بطريقة مهذبة وعادلة، وأن تعامل جميع المواطنين بطريقة محترمة ولائقة، ولا تستخدم أبدًا القوة غير الضرورية. كما يشرح روبنسون 2002: 206):
تتعارض أعمال الشرطة التي لا تتسامح إطلاقا مع الشرطة المجتمعية والجهود المنطقية لمنع الجريمة. إلى أي درجة ينظر المواطنون إلى عمليات المسح في الشوارع على أنها وحشية أو مشتبه بها أو عسكرية أو جهود متحيزة من «الغرباء»، سيتم تثبيط المواطنين عن القيام بأدوار نشطة في أنشطة بناء المجتمع ومبادرات منع الجريمة بالتعاون مع الشرطة. ربما هذا هو السبب في أن المجتمعات التي تحتاج في الغالب إلى برامج مراقبة الأحياء من المرجح أن تكون مأهولة بالسكان الذين يقومون بأدوار نشطة فيها.
يقول النقاد أن الشرطة التي لا تتسامح إطلاقا تفشل لأنها تدمر العديد من المتطلبات المهمة للشرطة المجتمعية الناجحة. مساءلة الشرطة، والانفتاح على الجمهور، والتعاون المجتمعي (كوكس و  وود) 1998: 106.
ينتهك عدم التسامح مطلقًا مبادئ الصحة والخدمات الإنسانية ومعايير التعليم والنمو الصحي للأطفال والأسر والمجتمعات. حتى مقدمي الخدمات المجتمعية التقليديين في السبعينيات كانوا يهدفون إلى «الخدمات للجميع» (مثل رفض الصفر)، بدلاً من الاستبعاد المجتمعي بنسبة 100٪ (عدم التسامح مطلقًا). دعمت الإدارة العامة والإعاقة المبادئ التي تشمل التعليم والتوظيف والإسكان والنقل والترفيه والترفيه والمشاركة السياسية في المجتمع. التي تدعي الجماعات التي لا تتسامح مطلقا ليست حقًا في الولايات المتحدة.
يعتقد معارضو عدم التسامح إطلاقاً أن هذه السياسة تتجاهل التحقيق على أساس كل حالة على حدة وقد تؤدي إلى عقوبات قاسية بشكل غير معقول على الجرائم التي قد لا تبرر مثل هذه العقوبات في الواقع. هناك انتقاد آخر لسياسات عدم التسامح إطلاقاً هو أنه يمنح الضباط والنظام القانوني القليل من السلطة التقديرية في التعامل مع المجرمين. قد تمنع سياسات عدم التسامح مطلقًا منفذيها من جعل العقوبة مناسبة للجريمة .
وقد يتسبب أيضًا في تجاوز المخالفين لأنهم يعرفون أنه إذا كانت العقوبة هي نفسها قليلاً أو كثيرًا. هذه الظاهرة من الطبيعة البشرية موصوفة في القول المأثور الذي يعود تاريخه إلى القرن السابع عشر على الأقل، «قد يتم تعليقه على الأغنام مثل الحملان». حتى عام 1820، كان القانون الإنكليزي يعلق شنقا لسرقة أي شيء يستحق أكثر من شلن واحد، سواء كان خروفًا منخفض القيمة أو قطيعًا كاملاً من الأغنام.
في قضية الأطفال من أجل فضيحة نقدية، تلقى القاضي مارك سيافاريلا، الذي روج لمنصة عدم التسامح إطلاقا، رشاوى لبناء سجن خاص يضم المجرمين الأحداث ثم شرع في ملء السجن عن طريق الحكم على الأطفال لفترات طويلة في احتجاز الأحداث لجرائم الحد الأدنى كما يسخر من مدير على ماي سبيس، يشاجر في الممرات ، ويتعدى في مبنى شاغر ، وسرقة أقراص (DVD) من وول مارت. يزعم منتقدو سياسات عدم التسامح إطلاقا أن العقوبات القاسية على المخالفات البسيطة تطبيع. الفيلم الوثائقي (كيدز فور كاش) مقابلات مع خبراء حول سلوك المراهقين الذين يجادلون بأن نموذج عدم التسامح أصبح نهجًا سائدًا في ضبط جرائم الأحداث بعد إطلاق النار على كولومبين.
في الآونة الأخيرة ، اقترح منظرو الجدال (وخاصة شيلدون وين) أنه ، في كثير من الأحيان ، عندما يدعو الناس إلى تبني سياسة عدم التسامح مطلقًا ، فإنهم يرتكبون ما سماه «مغالطة عدم التسامح مطلقًا».  بعد ذلك ، اقترح ويين معايير يجب أن تستوفيها الحجج الخاصة بسياسات عدم التسامح مطلقًا لتجنب مثل هذه الاستنتاجات المضللة.

## روابط اضافية
Bowling, B. (1999) The rise and fall of New York murder: zero tolerance or crack's decline? vol. 39, no. 4 (1999): 531-554.
Cox, S. & J. Wade. (1998). The Criminal Justice Network: An Introduction. New York: McGraw-Hill.
Dennis, Norman; Erdos, George (2005) Cultures and Crimes, cap. 13 Dealing with Diversity: Libertarianism and Multiculturalism pp. 169–183 ISBN 1-903386-38-1
Eck, John E.; Maguire, Edward R. (2000) Have Changes in Policing Reduced Violent Crime?, pp. 207–265 in The Crime Drop in America, edited by Alfred Blumstein and Joel Wallman. Cambridge University Press, New York, 2000.
Fagan, Jeffrey; Franklin Zimring et June Kim, Declining Homicide in New York City : A Tale of Two Trends, Journal of Criminal Law and Criminology, 88-4, été 1998, pp. 1277–1324.
Marshall, Jayne (1999) Zero Tolerance Policing. South Australia Office of Crime, Issue 9 March 1999.
Robinson, M. (2002). Justice Blind? Ideals and Realities of American Criminal Justice. Upper Saddle River, NJ: Prentice-Hall.
Rowe, Mary and Corinne Bendersky, "Workplace Justice, Zero Tolerance and Zero Barriers: Getting People to Come Forward in Conflict Management Systems," in Negotiations and Change, From the Workplace to Society, Thomas Kochan and Richard Locke (editors), Cornell University Press, 2002. (http://web.mit.edu/ombud/publications/index.html, # 18).
Sherman, L., D.; Gottfredson, D; MacKenzie, J; Eck, P; Reuter & Bushway, S. (1997). "Preventing Crime: What Works, What Doesn't, What's Promising." [3]
Snider, Laureen. (2004) "Zero Tolerance Reversed: Constituting the Non-Culpable Subject in Walkerton" in What is a Crime? Defining Criminal Conduct in Contemporary Canadian Society. Vancouver: University of British Columbia Press, and Montreal: Laval University Press (French translation), 2004: 155-84.
Tonello, Fabrizio (2007) Così negli Usa è fallita la Tolleranza zero [eng.: So Zero Tolerance failed in the US] published by il manifesto 31 August 2007, p. 5 [4] [5] [6] (in Italian)
Wacquant, Loïc (1999) Penal ’common sense’ comes to Europe - US exports zero tolerance [7] April 1999 Le Monde Diplomatique. (original French version, ita version)
Wacquant, Loïc (November 1999) Prisons of Poverty
Wacquant, Loïc (2002) Sur quelques contes sécuritaires venus d’Amérique - Les impasses d’un modèle répressif (in French) May 2002 Le Monde Diplomatique. (ita version)
Wilson, James Q.; Kelling, George L. "Broken Windows: The police and neighborhood safety" (PDF). The Atlantic Monthly, March 1982. Retrieved 2007-09-03. [8]